# Südlicher Kammlangur
Der Südliche Kammlangur (Presbytis mitrata, Syn.: P. melalophos mitrata) ist eine Primatenart aus der Gruppe der Schlankaffen (Presbytini), die im Südosten der indonesischen Insel Sumatra vorkommt. Das Verbreitungsgebiet deckt sich in etwa mit den Territorien der Provinzen Lampung und Sumatra Selatan und reicht nach Norden bis zum südlich des Batang Hari gelegenen Teil der Provinz Jambi.

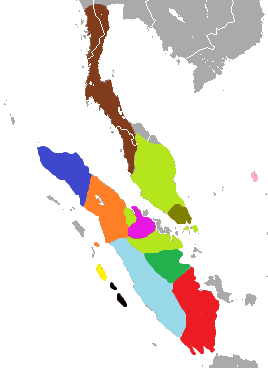
Rot - Das Verbreitungsgebiet des Südlichen Kammlanguren

## Merkmale
Der Südliche Kammlangur erreicht eine Kopf-Rumpf-Länge von etwa 42 bis 57 cm (Männchen) bzw. 42 bis 56 cm (Weibchen), eine Schwanzlänge von 64 bis 82 cm (Männchen) bzw. 62 bis 82 cm (Weibchen), sowie ein Gewicht von etwa 5,9 kg (Männchen) oder 5,8 kg (Weibchen). Das Rückenfell und der Haarschopf auf dem Kopf können mausbraun, aschgrau, gelbgrau oder gelb-rötlich sein, mit schwärzlichen Beimischungen. Die Bauchseite ist weiß oder gelblich cremefarben. Arme und Beine sind weißlich-grau gemischt oder rotbraun, Hände und Füße sind grau. Der Schwanz ist auf der Oberseite rötlicher als der Rücken und auf seiner Unterseite hell rötlichbraun. Das Gesicht ist grau, die Region rund um das Maul oft rosig. Außerdem gibt es eine fast weiße Morphe.

## Lebensweise
Der Südliche Kammlangur kommt in Regenwäldern und Buschwäldern in flachen Regionen vor. Darunter sind sowohl Primär- als auch Sekundärwälder und sogar Kautschukbaumplantagen. Seine Verhaltensweisen wurden bisher nicht näher erforscht aber es scheint, dass er sich bevorzugt in den unteren Höhenstufen der Wälder aufhält. Wie andere Mützenlanguren lebt er wahrscheinlich in Gruppen und ist territorial. Die Affen ernähren sich vor allem von jungen Blättern, Früchten, Blüten und Samen.

## Gefährdung
Die International Union for Conservation of Nature and Natural Resources (IUCN) schätzt den Bestand des Südlichen Kammlanguren als gefährdet (Endangered) ein. Sein ursprünglich vorhandener Lebensraum wurde zu 80 % abgeholzt, vor allem während der niederländischen Kolonialzeit. Der restliche Lebensraum ist stark fragmentiert. Die Art ist allerdings relativ tolerant gegenüber Umweltveränderungen. Sie kommt unter anderem im Nationalpark Way Kambas vor.